# Anurak Kamonjit
Anurak Kamonjit (thailändisch อนุรักษ์ กมลจิตร, * 20. April 1987) ist ein thailändischer Fußballspieler.

## Karriere
Anurak Kamonjit stand bis Ende 2016 bei Thai Honda Ladkrabang unter Vertrag. Wo er vorher gespielt hat, ist unbekannt. Der Verein aus der thailändischen Hauptstadt Bangkok spielte in der zweiten Liga, der Thai Premier League Division 1. Ende 2016 wurde er mit Thai Honda Meister und stieg in die erste Liga auf. Nach dem Aufstieg verließ er den Klub und unterschrieb einen Vertrag beim Zweitligisten PT Prachuap FC in Prachuap. Mit PT wurde er am Ende der Saison Tabellendritter und stieg somit in die erste Liga auf. Die Rückserie 2018 wurde er an den Zweitligaaufsteiger Udon Thani FC nach Udon Thani ausgeliehen. Nach Vertragsende in Prachuap verpflichtete ihn Anfang 2019 der Pattani FC. Der Verein aus Pattani spielte in der vierten Liga, der Thai League 4, in der Southern Region. Mit Pattani wurde er Ende 2019 Vizemeister und stieg in die dritte Liga auf. Mitte 2020 wurde er vom Zweitligaaufsteiger Nakhon Pathom United FC aus Nakhon Pathom unter Vertrag genommen. Am Ende der Saison 2022/23 feierte er mit Nakhon Pathom die Meisterschaft und den Aufstieg in die erste Liga.

## Erfolge
Thai Honda Ladkrabang
- Thai Premier League Division 1: 2016  ▲

Pattani FC
- Thai League 4 – South: 2019 (Vizemeister)  ▲

Nakhon Pathom United FC
- Thailändischer Zweitligameister: 2022/23  ▲